# Bactrocera tortuosa
Bactrocera tortuosa är en tvåvingeart som beskrevs av White och Neal L. Evenhuis 1999. Bactrocera tortuosa ingår i släktet Bactrocera och familjen borrflugor. Inga underarter finns listade.